# Hệ thính giác
Hệ thính giác là hệ giác quan cảm nhận từ thính giác.  Hệ thính giác bao gồm tai và các phần thính giác thuộc hệ giác quan.